# Mercedes Cup 1999 - Qualificazioni doppio
Le qualificazioni del doppio del Mercedes Cup 1999 sono state un torneo di tennis preliminare per accedere alla fase finale della manifestazione. I vincitori dell'ultimo turno sono entrati di diritto nel tabellone principale. In caso di ritiro di uno o più giocatori aventi diritto a questi sono subentrati i lucky loser, ossia i giocatori che hanno perso nell'ultimo turno ma che avevano una classifica più alta rispetto agli altri partecipanti che avevano comunque perso nel turno finale.
Le qualificazioni del doppio del torneo Mercedes Cup 1999 prevedevano 2 coppie partecipanti di cui una è entrata nel tabellone principale.

## Teste di serie
1. Richard Fromberg /  Ivan Ljubičić (Qualificati)

1. Gastón Gaudio /  Hernán Gumy (ultimo turno)

## Qualificati
1. Richard Fromberg /  Ivan Ljubičić

## Tabellone

### Legenda
| - Q = Qualificato - WC = Wild card - LL = Lucky loser | - ALT = Alternate - SE = Special Exempt - PR = Protected Ranking | - w/o = Walkover - r = Ritirato - d = Squalificato |

|  | Finale |                                |                                |   |   |  |
|  |        |                                |                                |   |   |  |
|  | 1      | Richard Fromberg Ivan Ljubičić | Richard Fromberg Ivan Ljubičić | 6 | 7 |  |
|  | 2      | Gastón Gaudio Hernán Gumy      | Gastón Gaudio Hernán Gumy      | 1 | 6 |  |